# Szőnyegmintás piton
A szőnyegmintás piton (Morelia spilota) a hüllők (Reptilia) osztályának pikkelyes hüllők (Squamata) rendjébe, ezen belül a pitonfélék (Pythonidae) családjába tartozó faj.
Nevét halvány alapon, sötétebb sávokból és foltokból álló mintázata után kapta, mely a keleti szőnyegekre hasonlít.

## Előfordulása
Ausztrália (nyugatról és a délkeleti részről hiányzik), Új-Guinea (Nyugat-Irian és Pápua).
Változatos területeken fordul elő, a nyirkos esőerdőktől a száraz félsivatagokig. Fatörzsekben, sziklarepedésekben, más állatok által készített üregekben rejtőzik.

## Megjelenése

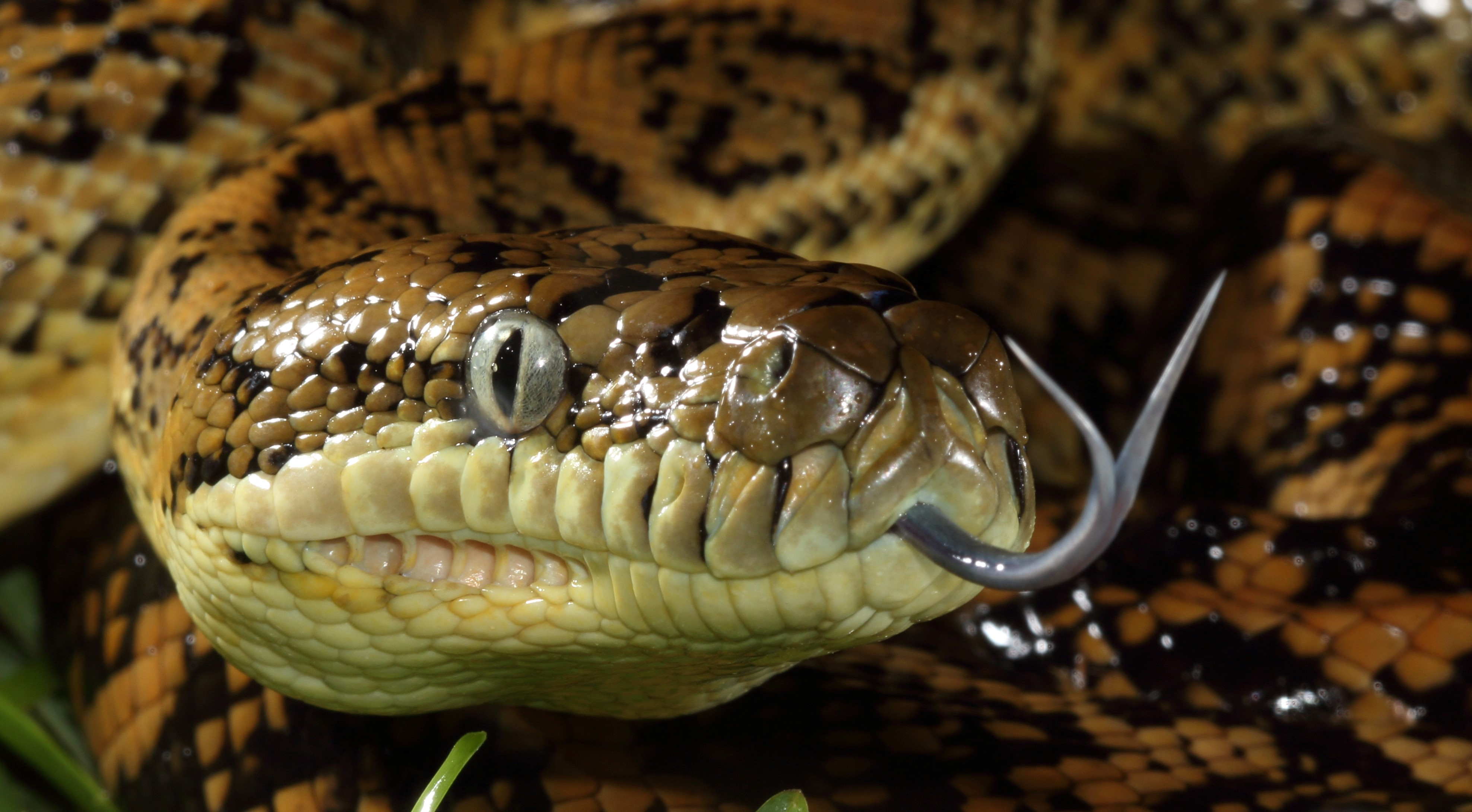

Mérete alfajonként eltérő. 150–180 cm-es hosszával ez a legkisebb alfaj. Bizonyos területeken a nőstény akár négyszer nagyobb is lehet a hímnél.
Színe és mintázata rendkívül változatos. Tipikus esetben különböző árnyalatú barna szín, valamilyen világosabb színárnyalattal, amin feketés vagy szürkés foltok, csíkok, harántszalagok, vagy ezek többféle kombinációja látható. Egyes területeken helyi színváltozatok is kialakultak: élénksárga, rozsda-, vagy aranyszín, de a tiszta szürke mintájúak sem ritkák. 
Hegyes, háromszög alakú feje a faj jellegzetessége, mely jól elkülönül a nyaktól. Szája körül hőérzékelő gödrök sorakoznak, szeme közepes méretű, pupillája függőleges.
Apró pikkelyekkel fedett este nagyon izmos, testgyűrűinek szorításával az áldozat tüdejét és szívét olyan mértékben nyomja össze, hogy eszméletvesztés, majd gyors halál következik be.

## Életmódja

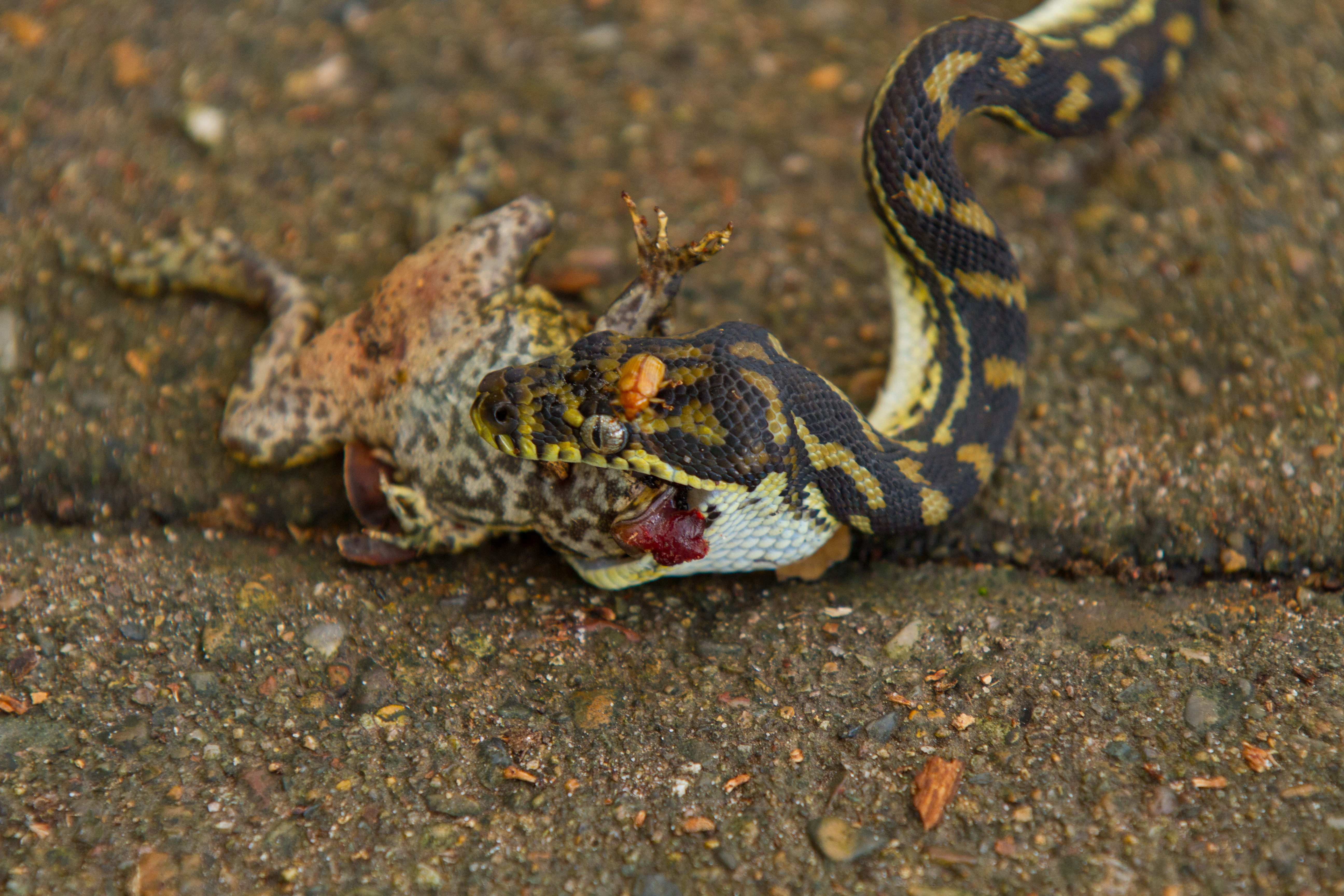

Fán lakik, általában éjszaka mozog, de éghajlattól függően nappal is lehet aktív. Hőérzékelő szervezi segítségével a sötétben is pontosan találja meg melegvérű zsákmányát, szájával megragadja, testével körbefonja és addig szorítja, míg meg nem fullad. A nyelést csak akkor kezdi el, ha meggyőződött róla, hogy áldozata már nem él.
Az egyik leggyakoribb faj, mely közel merészkedik az emberekhez. Az egerek, patkányok vonzzák a lakott területekre. Nem fél,  nem menekül el, sokszor még azt is hagyja, hogy megérintsék, vagy megfogják őket. Nem veszélyes az emberre, de nem árt az óvatosság, mert fájdalmas harapásra is képesek.

### Tápláléka
Sokféle hüllővel, emlőssel és madárral táplálkozik. Az erdős vidékeken élők általában fákon élnek és oposszumokra vadásznak, nem törődve annak kellemetlen, bűzös végbélmirigy-váladékával.

## Szaporodása
Tojásrakó, fészekalja 20, vagy több tojásból áll.
A tojásokat faodvakba, üregekbe, kidőlt fatörzsek alá rakja, ahol a nőstény védi és melegíti őket. A kikelő kicsinek átlagosan 30 cm hosszúak. A kikelt ivadékokat nem gondozza.

## Tartása

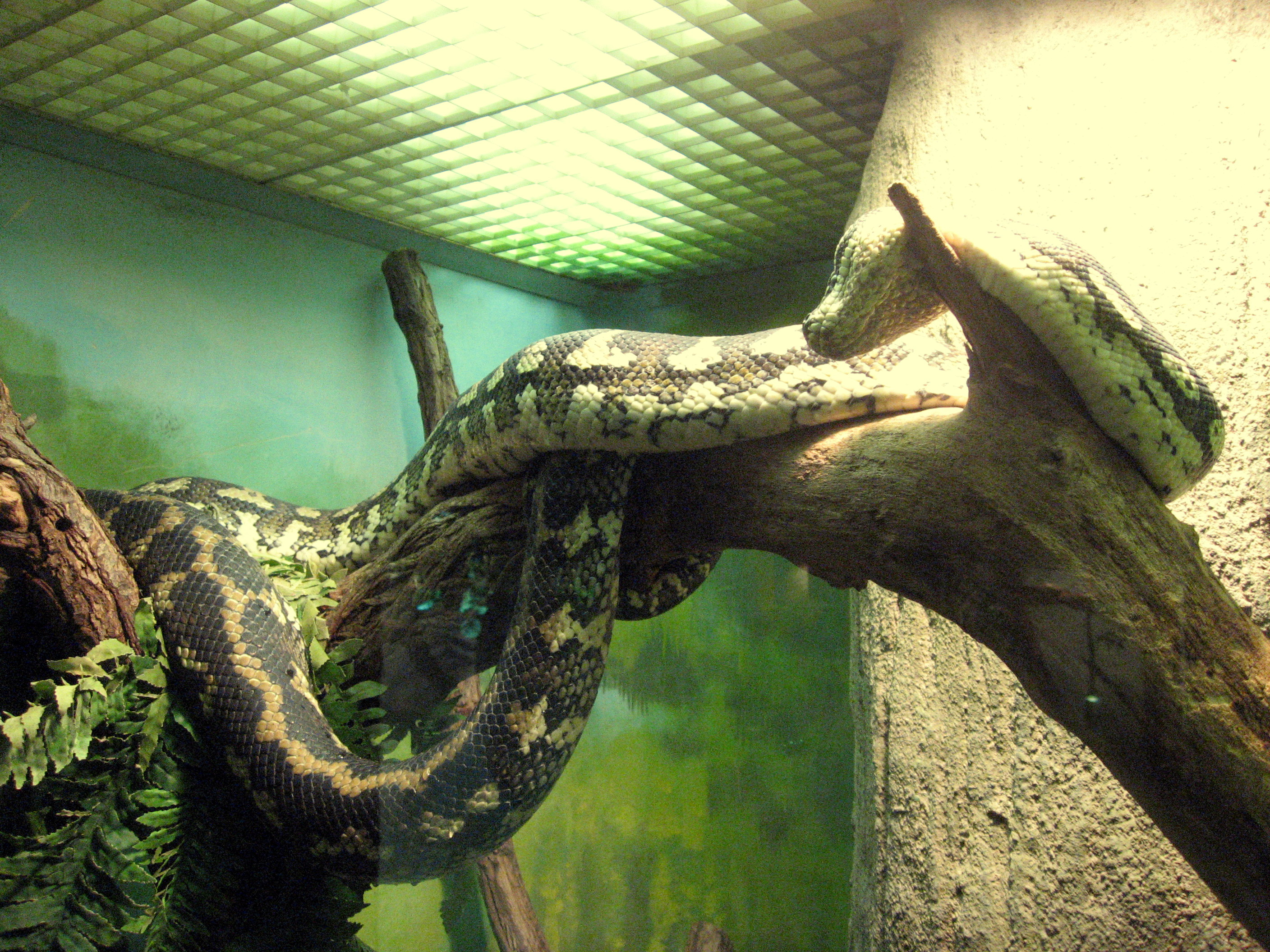

A magángyűjteményekben, állatkertekben egyaránt népszerű, könnyen tartható állat. Etetése általában rágcsálókkal és csirkével történik. 
25–28 °C-os hőmérsékletet, valamint búvóhelyet és mászásra szolgáló fát biztosítani kell számára. A melegvizes vagy kamillás fürdő, esetleg permetezés elősegíti a szabályos vedlést, ha ennek ellenére sem sikerül a kígyónak maradéktalanul megszabadulni a bőrétől, tanácsos állatorvoshoz fordulni. 
Szaporodik fogságban, de nyugodt környezet-, vagy tojásrakó hely hiányában, tojásvisszatartás következhet be, ami szintén állatorvosi segítséget igényel, különben az állat belepusztulhat.

## Alfajai
| Latin név                 | A faj leírója            | Közismert név                      | Földrajzi elterjedés                                                                |
| ------------------------- | ------------------------ | ---------------------------------- | ----------------------------------------------------------------------------------- |
| Morelia spilota cheynei   | Wells & Wellington, 1984 | Jungle carpet python               | Ausztrália, északkelet Queensland                                                   |
| Morelia spilota imbricata | (L.A. Smith, 1981)       | South-western carpet python        | Nyugat-Ausztrália                                                                   |
| Morelia spilota mcdowelli | Wells & Wellington, 1984 | Coastal carpet python              | Ausztráliában Queenslandtől Új-Dél-Wales-ig                                         |
| Morelia spilota metcalfei | Wells & Wellington, 1984 | Inland carpet python               | Ausztráliában Queenslandtől Új-Dél-Wales-ig, valamint Dél-Ausztráliában Victoriaban |
| Morelia spilota spilota   | (Lacépède, 1804)         | Diamond python                     | Ausztráliában Új-Dél-Wales                                                          |
| Morelia spilota variegata | J.E.Gray, 1842           | North-western carpet python        | Észak-Ausztrália                                                                    |
| Morelia spilota harrisoni | Hoser, 2000              | Irian Jaya or Papuan carpet python | Pápua Új-Guinea                                                                     |

|  |  |  |

|  |  |  |